# Stenia annulalis
Stenia annulalis là một loài bướm đêm trong họ Crambidae.